# Say Don’t Go
«Say Don’t Go» (с англ. — «Скажи: Не уходи») — песня американской певицы Тейлор Свифт из её четвёртого перезаписанного альбома 1989 (Taylor’s Version). Свифт написала песню, намереваясь включить её в свой студийный альбом 2014 года 1989, но отказалась от этой затеи, поскольку продюсерская команда не смогла её доработать. Для перезаписанного альбома 1989 (Taylor’s Version) (2023) она совместно с Джеком Антоноффом написала и спродюсировала песню. Она была выпущена 27 октября 2023 года вместе с альбомом. Эта композиция также является вторым из пяти треков «From The Vault» с альбома (и его 18-м треком).
Тейлор Свифт впервые исполнила песню «Say Don’t Go» в прямом эфире на гитаре на концертах тура Eras Tour 26 ноября 2023 года в Сан-Паулу (Бразилия) и 18 мая 2024 года в Стокгольме (Швеция).

## История

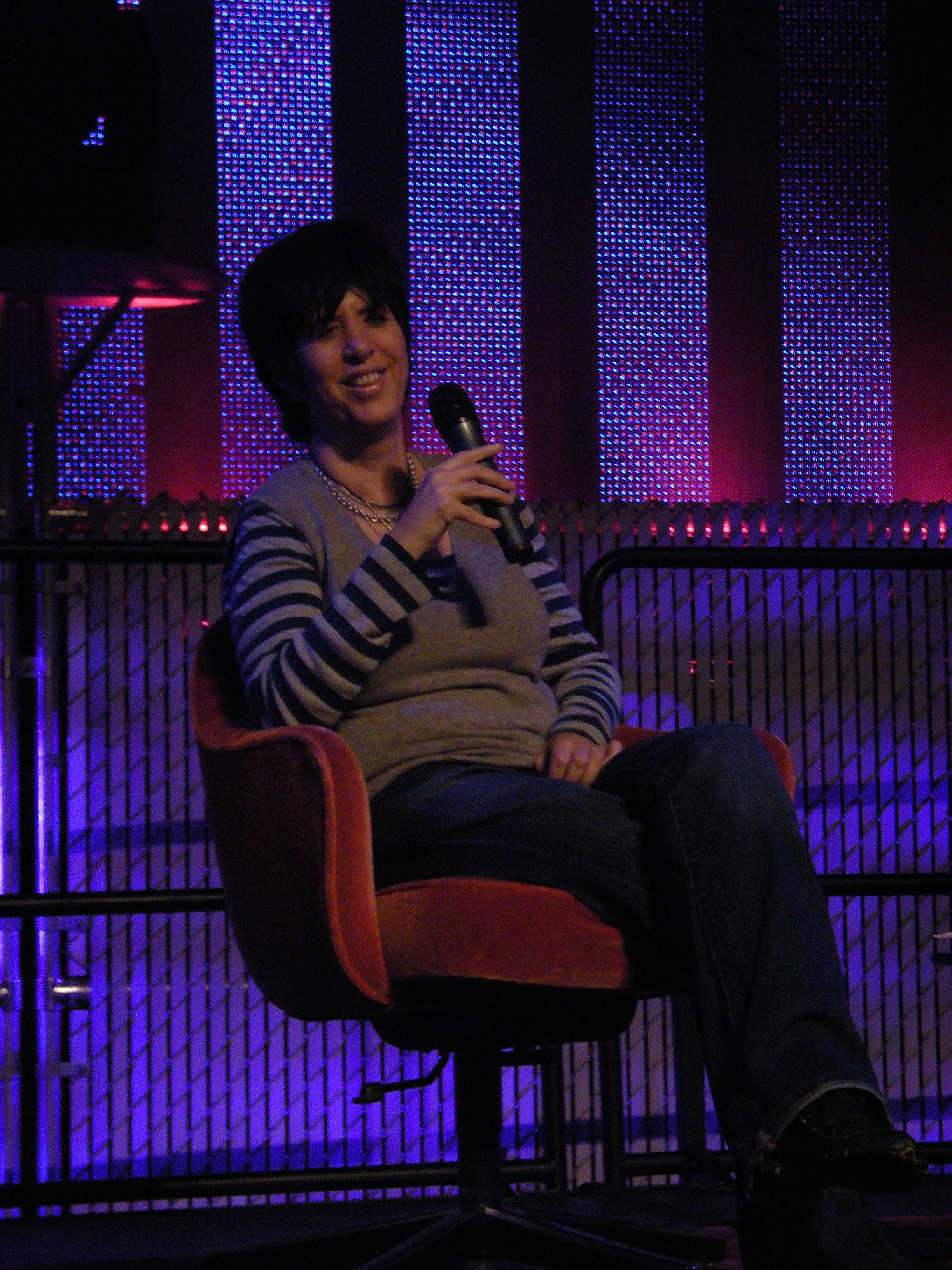
Свифт написала песню «Say Don’t Go» в соавторстве с Дайан Уоррен

Подписав новый контракт с Republic Records, автор-исполнительница Тейлор Свифт в ноябре 2020 года приступила к перезаписи своих первых шести студийных альбомов.
Компания Republic Records выпустила четвёртый перезаписанный альбом Свифт 1989 (Taylor’s Version) 27 октября 2023 года, в девятую годовщину выхода её пятого оригинального студийного альбома 1989 (2014). Оригинальный альбом стал первым «официальным поп-альбомом» Свифт после того, как первые четыре альбома она подавала на радио в стиле кантри, и изменил её артистизм и имидж с кантри на поп. Как и другие её перезаписанные проекты, 1989 (Taylor’s Version) включает пять вновь записанных композиций «From the Vault», которые были написаны Свифт, но не вошли в оригинальный трек-лист. Джек Антонофф выступил соавтором и сопродюсером четырёх треков из хранилища вместе со Свифт. В трек-листе 1989 (Taylor’s Version) она занимает 18 место из 21.
Дайан Уоррен написала вместе со Свифт одну песню — «Say Don’t Go». По словам Уоррен, они обе написали её «с нуля» в конце 2013 года. Несколько дней спустя, под Новый год 2014 года, Свифт записала и сыграла на акустической гитаре демо-версию песни в офисе Уоррен. Она была впечатлена тем, как конкретно Свифт написала песню, и тем, как предусмотрительно она показала трек своим поклонникам. Однако песня «Say Don’t Go» не вошла в окончательный трек-лист альбома. После анонса альбома Уоррен выразила своё волнение по поводу выхода песни: «Боже мой, это просто охренительно […] Я надеюсь, что они выпустят её как сингл, потому что я думаю, что это будет охренительный хит».

## Композиция
«Say Don’t Go» — это пауэр-баллада. Это самый длинный трек на альбоме 1989 (Taylor’s Version), его продолжительность составляет 4 минуты 39 секунд. В композиции использованы удары барабанов и изолированные вокальные партии. Песня начинается в медленном темпе и постепенно нарастает до припева, который критики журналы Clash назвали «почти всепоглощающим». Текст песни повествует о том, что автор держится за бесплодные отношения. Некоторые критики сравнили текст с треками «All You Have to Do Was Stay» и «I Wish You Would»
.

## Релиз и коммерческий успех
9 августа 2023 года Свифт объявила о предстоящем выпуске четвёртого перезаписанного альбома 1989 (Taylor’s Version) во время своего последнего из шести концертов на стадионе Соу-Фай Стэдиум в Инглвуде в рамках тура Eras Tour. Дата выхода перезаписанного альбома была назначена на 27 октября 2023 года, ровно через девять лет после выхода оригинального альбома. Она назвала треки «From the Vault» «такими безумными» и заметила: «Не могу поверить, что их вообще оставили». 19 сентября Свифт обнародовала трек-лист, опубликовав в Instagram видео с анимацией. 21 сентября Свифт представила полный трек-лист альбома 1989 (Taylor’s Version), подтвердив, что вторым из пяти треков из хранилища будет «Say Don’t Go».
1989 (Taylor’s Version) был выпущен 27 октября 2023 года, 18-м треком альбома стала песня «Say Don’t Go (Taylor’s Version) (From the Vault)».
Песня дебютировала и заняла пятое место в американском чарте Billboard Hot 100, набрав 25,8 млн потоков. Она продлила рекорд Свифт по количеству попаданий в первую десятку чарта среди женщин. «Say Don’t Go» также стала 33-й песней Уоррен, вошедшей в первую десятку как автор, после песни Фейт Хилл «There You’ll Be» (2001). Таким образом, Уоррен продержалась в десятке лучших песен 40 лет и шесть месяцев, что было признано Billboard знаковым событием.
В рейтинге Billboard Global 200 песня «Say Don’t Go» заняла четвёртое место, набрав 53,4 млн потоков. Вместе с пятью другими композициями Свифт стала первой исполнительницей, занявшей всю первую шестёрку рейтинга Global 200. Кроме того, песня стала рекордсменом по количеству попаданий в десятку лучших для исполнительницы в этом чарте. В других странах песня «Say Don’t Go» вошла в десятку лучших в нескольких национальных чартах: на третьем месте в Австралии и Новой Зеландии, на четвёртом месте на Филиппинах, на пятом месте в Канаде, на седьмом месте в Сингапуре.

## Отзывы
Критики дали «Say Don’t Go» в целом положительные отзывы. Некоторые из них назвали её лучшим треком «From the Vault». Джейсон Липшутц из Billboard написал, что это «звёздный пример песни, которая принадлежит одному моменту, но использует весь опыт Свифт для полного раскрытия». Clash отметил, что Свифт обладает техникой, которая «добавляет слои в её музыку, сохраняя напряжение и создавая динамичные чарттопперы, и этот трек является блестящим примером этого». Марк Сазерленд из Rolling Stone UK назвал песню «интригующей» и отнёс её к числу композиций, которые «тонко указывают на музыкальный прогресс Свифт» после 1989. Эд Пауэр из газеты i назвал «Say Don’t Go» «великолепной» и «сотрясающей рафтеров плаксивой» песней. Келси Барнс из The Line of Best Fit сочла сотрудничество Свифт и Уоррен успешным, а Рэйчел Ароэсти из The Guardian назвала его «достойным, но непримечательным».

## Участники записи
По данным заметок на альбоме.
- Тейлор Свифт — вокал, автор, продюсирование
- Джек Антонофф — продюсирование, автор, звукорежиссура, синтезатор, гитара
- Дайан Уоррен — автор
- другие

## Чарты
| Чарт (2023)                                 | Высшая позиция |
| ------------------------------------------- | -------------- |
| Австралия (ARIA)                            | 3              |
| Бельгия (Billboard)                         | 24             |
| Бразилия (Brasil Hot 100)                   | 79             |
| Канада (Billboard Canadian Hot 100)         | 5              |
| Чехия (Singles Digitál Top 100)             | 53             |
| Франция (SNEP)                              | 134            |
| Мир (Billboard Global 200)                  | 4              |
| Ирландия (Billboard)                        | 7              |
| Литва (AGATA)                               | 73             |
| Малайзия (Billboard)                        | 14             |
| Новая Зеландия (Recorded Music NZ)          | 3              |
| Норвегия (VG-lista)                         | 31             |
| Филиппины Philippines (Billboard)           | 4              |
| Португалия (AFP)                            | 31             |
| Сингапур (RIAS)                             | 7              |
| Словакия (Singles Digitál Top 100)          | 15             |
| Испания (PROMUSICAE)                        | 89             |
| Швеция (Sverigetopplistan)                  | 47             |
| Великобритания (Billboard)                  | 7              |
| Великобритания (UK Singles Downloads Chart) | 32             |
| Великобритания (UK Singles Sales, OCC)      | 37             |
| Великобритания (UK Streaming, OCC)          | 9              |
| США (Billboard Hot 100)                     | 5              |

## Сертификации
| Регион                                                                      | Сертификация | Продажи |
| --------------------------------------------------------------------------- | ------------ | ------- |
| Австралия (ARIA)                                                            | Золотой      | 35 000  |
| Бразилия (ABPD)                                                             | Золотой      | 20 000  |
| Данные о продажах + прослушиваниях приведены только на основе сертификации. |              |         |

### Комментарии
1. ↑  Стилизовано с подзаголовком «(Taylor’s Version) (From the Vault)»[1]
2. ↑  Сравнение песни «Say Don’t Go» с треками «All You Have to Do Was Stay» и «I Wish You Would» отметили журналисты Angie Martoccio из Rolling Stone[11] The Line of Best Fit’s Kelsey Barnes,[14] The Telegraph’s Neil McCormick,[16] и Chris Willman из Variety[17]
3. ↑  Песню назвали лучшим треком «From the Vault» такие обозреватели как  Jason Lipshutz из Billboard[32] и Shaad D'Souza из Pitchfork[33]